# 6. tisućljeće pr. Kr.
◄ | 7. tisućljeće pr. Kr. | 6. tisucljeće pr. Kr. | 5. tisućljeće pr. Kr. | ►
60. stoljeće pr. Kr. | 59. stoljeće pr. Kr. | 58. stoljeće pr. Kr. | 57. stoljeće pr. Kr. | 56. stoljeće pr. Kr. | 55. stoljeće pr. Kr. | 54. stoljeće pr. Kr. | 53. stoljeće pr. Kr. | 52. stoljeće pr. Kr. | 51. stoljeće pr. Kr.
6. tisućljeće pr. Kr. je je razdoblje od 6000. pr. Kr. do 5001. pr. Kr..
Tijekom 6. tisućljeća pr. Kr. poljoprivreda se proširila iz Balkana na Italiju i Istočnu Europu, a iz Mezopotamije na Egipat. Stanovništvo svijeta se stabiliziralo na oko 5 milijuna ljudi.

## Događaji
- oko 5760. pr. Kr. – Vulkan Puy-de-Dôme erumpira.
- oko 5600. pr. Kr. – Početak dezertifikacije sjevera Afrike konačno je doveo do stvaranja saharske pustnje. Taj je proces možda natjerao domoroce da migriraju istočno u područje Nila te tako postavio temelje uspona egipatske civilizacije.
- oko 5600. pr. Kr. – Ljudi crvene boje su se naselili na području od današnjeg Labradora do države New York
- oko 5450. pr. Kr. – Vuklan Hekla erumpira
- oko 5400. pr. Kr.– Navodnjavanje u Mezopotamiji.
- oko 5200. pr. Kr. – Početak ljudskog naseljavanja na Malti.
- Bizantski grčki kalendar navodi 1. rujna 5509. pr. Kr. kao datum stvaranja svijeta.

## Promjene okoliša
- oko 6000. pr. Kr. – Počinje (današnje) ledeno doba. Cijela obala Antarktike je prekrivena ledom.
- oko 5600. pr. Kr. – Prema teoriji o potopu Crnog mora, Crno more je poplavljeno sa slanom vodom. Primilo je oko 12,500 km³) slane vode, naglo narastavši i pretvorivši se od slatkovodnog jezera u slano more.

## Pronalasci i otkrića
- Poljoprivreda se pojavljuje u dolini Nila.
- Uzgoj riže u Aziji
- Izumljen plug
- U Perziji prvi put napravljena opeka.
- U Perziji prvi put napravljeno vino.
- Kameni artefakti su po prvi put zamijenjeni artefaktima od metala, pruća, lončarijom i tkaninama (Afrika)
- Mrtvaci se sahranjuju u fetalnom položaju, okruženi grobnim žrtvama i artefaktima, okrenuti prema zapadu (Afrika)
- Ukrašene, crnom bojom obojane glinene posude i vaze; češljevi od kostiju i slonovače, figurice i pribor za posuđe pronađen u velikom broju (Afrika)
- Dragulji svih tipova i materijala (Afrika)
- Predmeti više nisu funkcionalni, nego se prave i zbog estetske vrijednosti. (Afrika)
- Trajna organizirana naselja zasnovana na poljoprivredi. (Afrika)

## Kulturna dostignuća
- oko 5700. pr. Kr. – Samarska kultura u Mezopotamiji (današnji Irak) počinje (oko 5700 – 4900. pr. Kr. C-14, 6640 - 5816. pr. Kr. calBC).
- oko 5500. pr. Kr. – lončarija u Mehrgarhu u Južnoj Aziji
- 5100-ih pr. Kr. – Hramovi podignuti na jugu Mezopotamije
- Mediteranske drevne kulture

## Vanjske poveznice
|  | Zajednički poslužitelj ima još gradiva o temi 6. tisućljeće pr. Kr. |